# 赫爾辛基級飛彈快艇
赫爾辛基級飛彈快艇是芬蘭海軍在1981-1986年間自製的飛彈巡邏艇，本級艦在21世紀初自芬蘭海軍退役，隨後出售，目前在克羅埃西亞海軍服役中。

## 概要
赫爾辛基級的研製始於1976年6月，在芬蘭議會國防委員會中提出需求報告，該報告建議以更強大的巡邏艦替換當時服役的205 U型飛彈快艇；在赫爾辛基的芬蘭海軍造船廠及瓦錫蘭工程師共同執行研發，1978年10月5日下訂，1980年首艦下水，命名為赫爾辛基號。考慮這艘為芬蘭自研的首款軍艦，赫爾辛基號使用了較長的時間測試修改部分設計，包括螺旋槳、舵、作戰指揮艙等，以及加裝船舶穩定翼，後續艦則在1983年訂製，1985-1986年間完工。
赫爾辛基級為一艘全鋁合金製軍艦，除了水面作戰用使用的反艦飛彈及中口徑快砲，船隻也安裝了聲納與深水炸彈提供反潛作戰需求；就噸位標準，本級艦已屬巡邏艇，且配置的武裝具有快速攻擊艇標準，但芬蘭為避免蘇聯出現過度反應，對外仍稱其為飛彈快艇。
1990年代，芬蘭海軍曾計畫對本級艦進行中期壽命升級計畫，但國防預算不足因此打消方案，但在21世紀初拆除了ZU-23-2雙管高射炮更換為西北風便攜式防空飛彈；在哈米納級服役後，部分本級艦自芬蘭海軍退役，但仍留用為軍艦科技的測試評估用途，直到2011年才報廢；後兩艘同級艦在2008年以900萬歐元的價格售予克羅埃西亞，包含整檢及運輸費用最終價格約1000萬歐元，按正常價格本筆交易應需2000萬歐元，但作為克國採購Patria AMV裝甲車的交易補償因此折價出售。

## 同級艦
| 艦名         | 造船廠         | 下訂          | 下水          | 成軍          | 結局                                                    |
| ------------ | -------------- | ------------- | ------------- | ------------- | ------------------------------------------------------- |
| 赫爾辛基(60) | 赫爾辛基造船廠 | 1978年10月5日 | 1980年11月5日 | 1981年9月1日  | 2002年退役，2011年拆解                                  |
| 圖爾庫(61)   | 赫爾辛基造船廠 | 1983年1月13日 | 1985年        | 1985年6月3日  | 2002年退役，2011年拆解                                  |
| 奧盧(62)     | 赫爾辛基造船廠 | 1983年1月13日 | 1985年        | 1985年10月1日 | 2007年退役，2008年轉售克羅埃西亞，更名RTOP-41 Vukovar   |
| 科特卡(63)   | 赫爾辛基造船廠 | 1983年1月13日 | 1986年        | 1986年6月16日 | 2007年退役，2008年轉售克羅埃西亞，更名RTOP-42 Dubrovnik |